# Ordre du Mérite social
L’ordre du Mérite social, créé par décret en date du 24 octobre 1936 en France, prenait la place des médailles des Secours mutuels, créées par un décret du 26 mars 1852 et des Médailles d’Honneur créées par le décret du 27 mars 1858.
Ces décorations, étant considérées comme des médailles associatives, ne pouvaient être portées en dehors des cercles de Secours Mutuels. Parallèlement, furent créées, par les décrets de 1922 et 1923, les Médailles de la Prévoyance Sociale et des Assurances Sociales.
Toutes ces décorations furent remplacées par l’ordre du Mérite social, sous l'égide du ministère du Travail, qui avait pour vocation à récompenser les personnes ayant rendu des services désintéressés et dévoués aux œuvres mutualistes et sociales.
Le Mérite social comportait trois classes : chevalier, officier et commandeur.

## Histoire
L'ordre du Mérite social fut créé par le ministère du travail par un décret du 24 octobre 1936. Celui-ci à pour but de récompenser les personnes ayant rendu des services désintéressés aux œuvres ou institution de la mutualité.
À la suite du décret no 63-1196 du 3 décembre 1963 sur la création de l'Ordre national du Mérite, l'Ordre du Mérite social est dissous, cependant les titulaires de l'Ordre continuent à jouir des prérogatives qui y sont attachées.

## Nomination
Pour être reçu dans l'ordre du Mérite social il faut être âgé de trente ans, jouir de ses droits civils et justifier de cinq ans de service rendu.
Les étrangers peuvent également être admis dans l'ordre du Mérite social en suivant les mêmes conditions que les citoyens français.

## Apparence
La croix du Mérite social est en forme d'étoile à sept branches émaillées bleues, réunies par une couronne de laurier au centre de laquelle figure une effigie de la République française vue de face et en exergue l'inscription « Mérite social » sur fond d'émail blanc. Au centre du revers se trouvent les mots « Ministère du travail ».
La croix de chevalier fait 40 mm de diamètre en argent et est suspendue à un ruban de 32 mm de largeur composé d'une bande médiane orange de 21 mm bordée de chaque côté d'une bande bleue de 6 mm. Celle d'officier a un diamètre de 40 mm en vermeil et est suspendue à un ruban avec une rosette de 22 mm, la croix de commandeur est de 60 mm de diamètre pendue à une cravate.

## Grades

Chevalier
Officier
Commandeur